# Tintin-Lutin
 (mai 2023).
Tintin-Lutin est un personnage créé par l'illustrateur français Benjamin Rabier et Fred Isly et dont l'album illustré fut publié en 1898. D'abord lancé dans le journal Le Rire, ce fut un des premiers succès de Benjamin Rabier, qui lança sa carrière d'illustrateur d'albums de jeunesse.

## Description de l'œuvre

### Présentation
Il s'agit d'un album illustré racontant plusieurs histoires courtes de Tintin-Lutin, surnom de Martin.
Il est une des sources d'influence d'Hergé et lui inspira peut-être le personnage de Tintin.
Le dessinateur Benjamin Rabier, collaborateur du journal Le Rire, invente le personnage de Tintin-Lutin qu'il publie à partir de 1897. Rabier y met notamment en images un voyage de Tintin-Lutin à moto jusqu'à Moscou.
Les premiers vers d'introductions qui présentent le personnage :
Au Lecteur

Vous regardez tout en haut de la page

Et demandez : « Quelle est donc cette image ? »

Ça ! c'est Tintin, oui, c'est Tintin-Lutin,

De son vrai nom il s'appelle Martin,

Mais sa maman lui donna ce surnom :

Car c'était un véritable démon,

Un diablotin remuant et peu sage ;

Du reste, ça se lit sur son visage.
— Benjamin Rabier & Fred Isly

### Histoires de l'album
L'album comprend un prologue « Au Lecteur », 13 histoires courtes et un épilogue.
- Le Paysagiste, p.7
- Le Cochon, p.10
- Le Hérisson, p.13
- Les Devoirs de vacances, p.15
- Le Pot de crème, p.17
- Le Serpent, p.20
- Les Ballons rouges, p.25
- Tom et Tintin, p.31
- L'Ours, p.37
- Les Anguilles, p.46
- L'Aimant, p.53
- Les Bottes, p.56
- Le Châtiment, p.63

## Galerie
- Couverture de l'album illustré de 1898

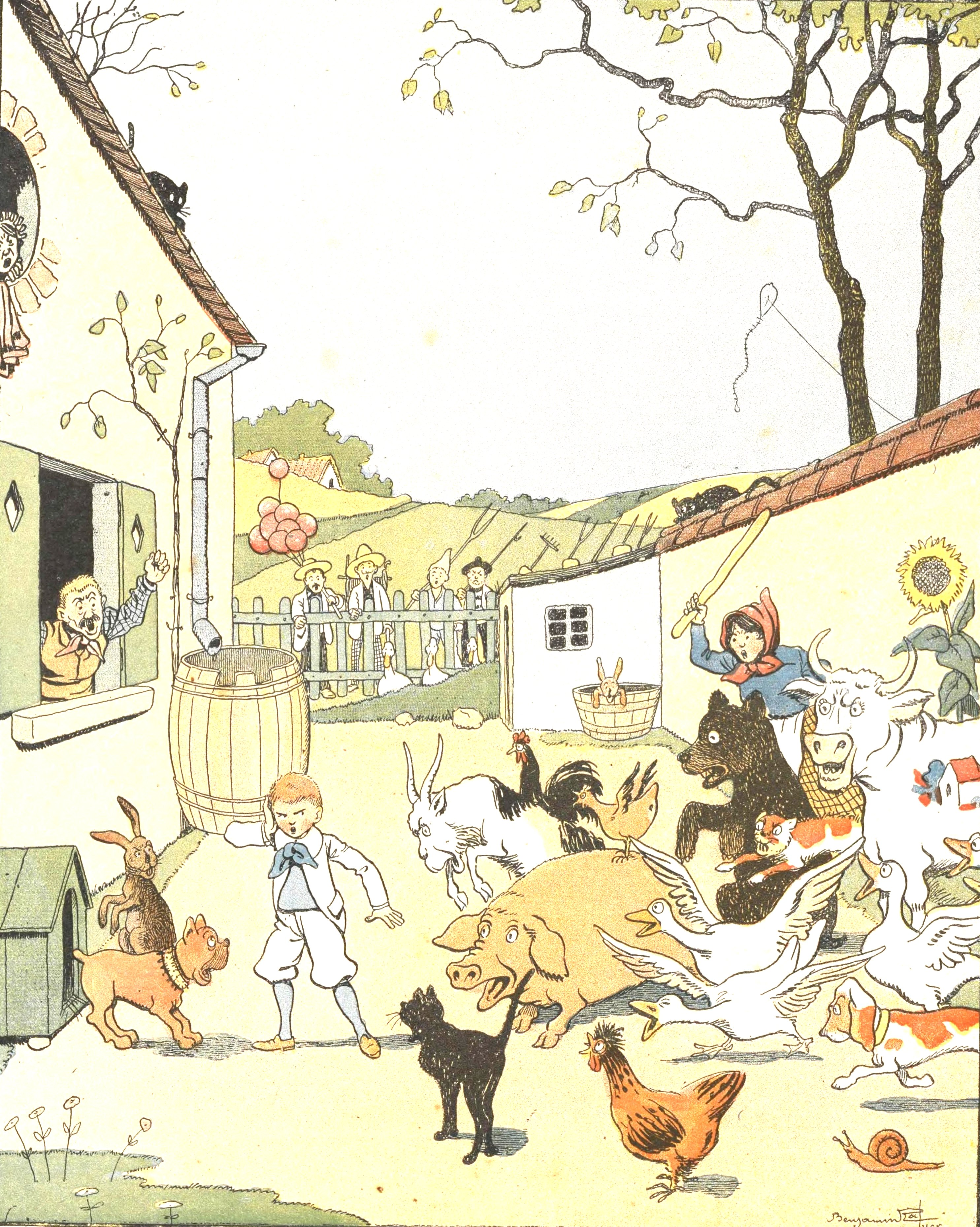
Les victimes de Tintin-Lutin, p. 6
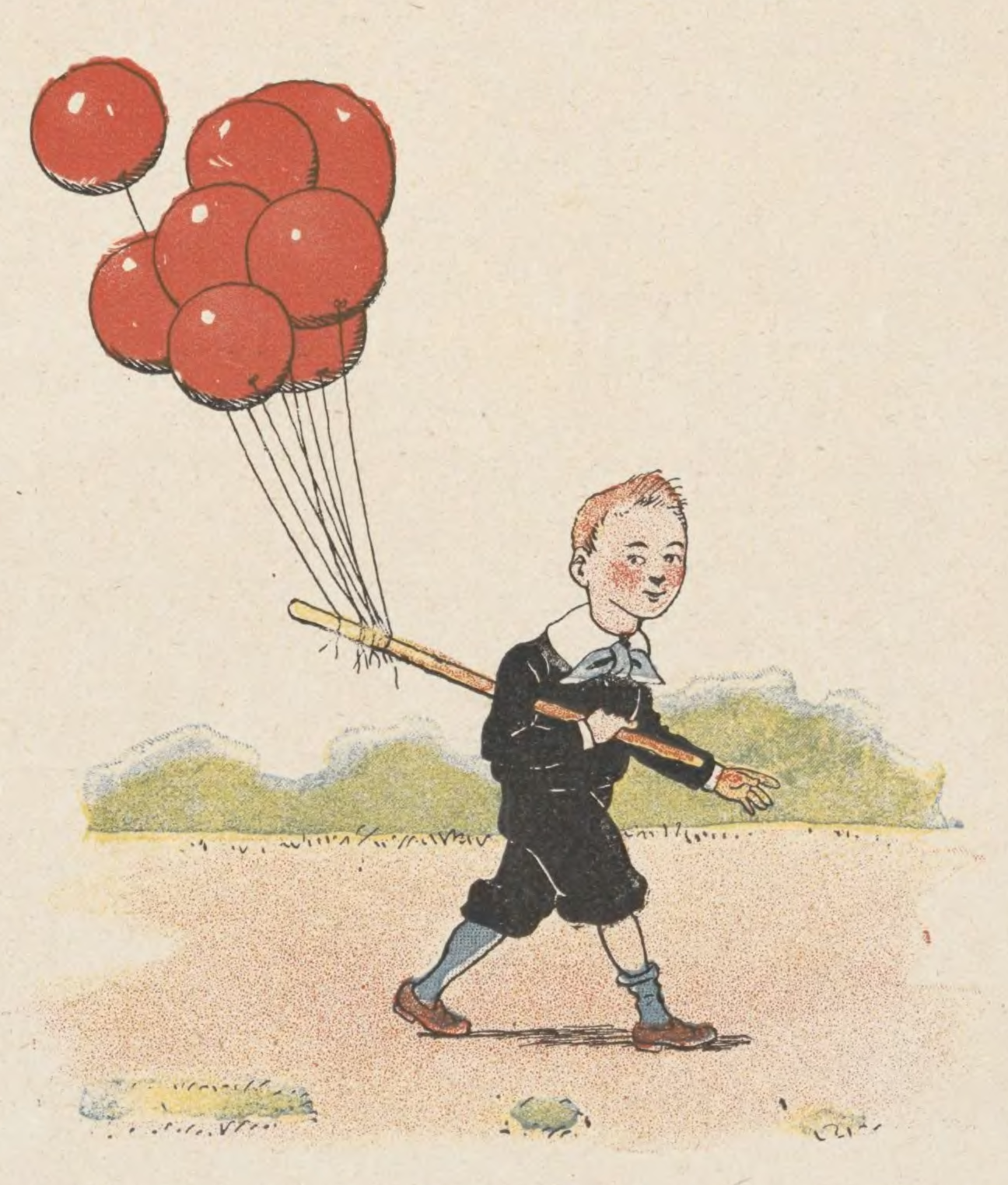
« L'air radieux, d'un pas ferme. » p. 26
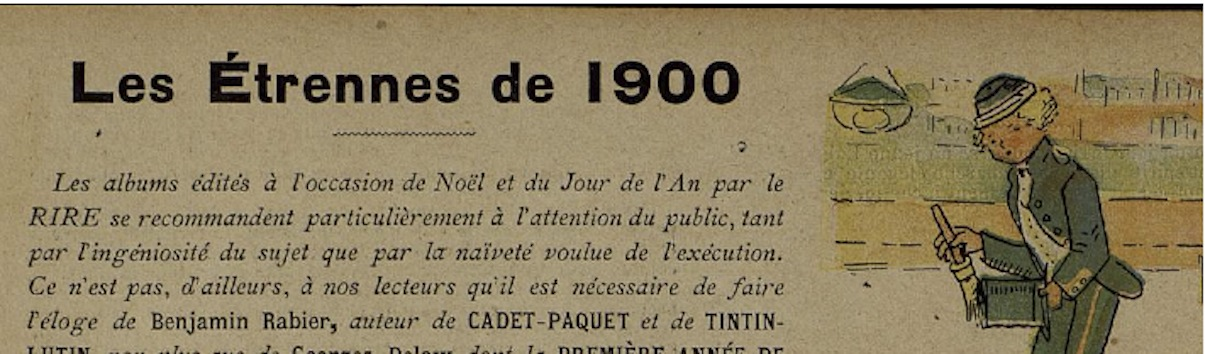
Publicité dans le journal « Le Rire », n° 268, 23 décembre 1898.
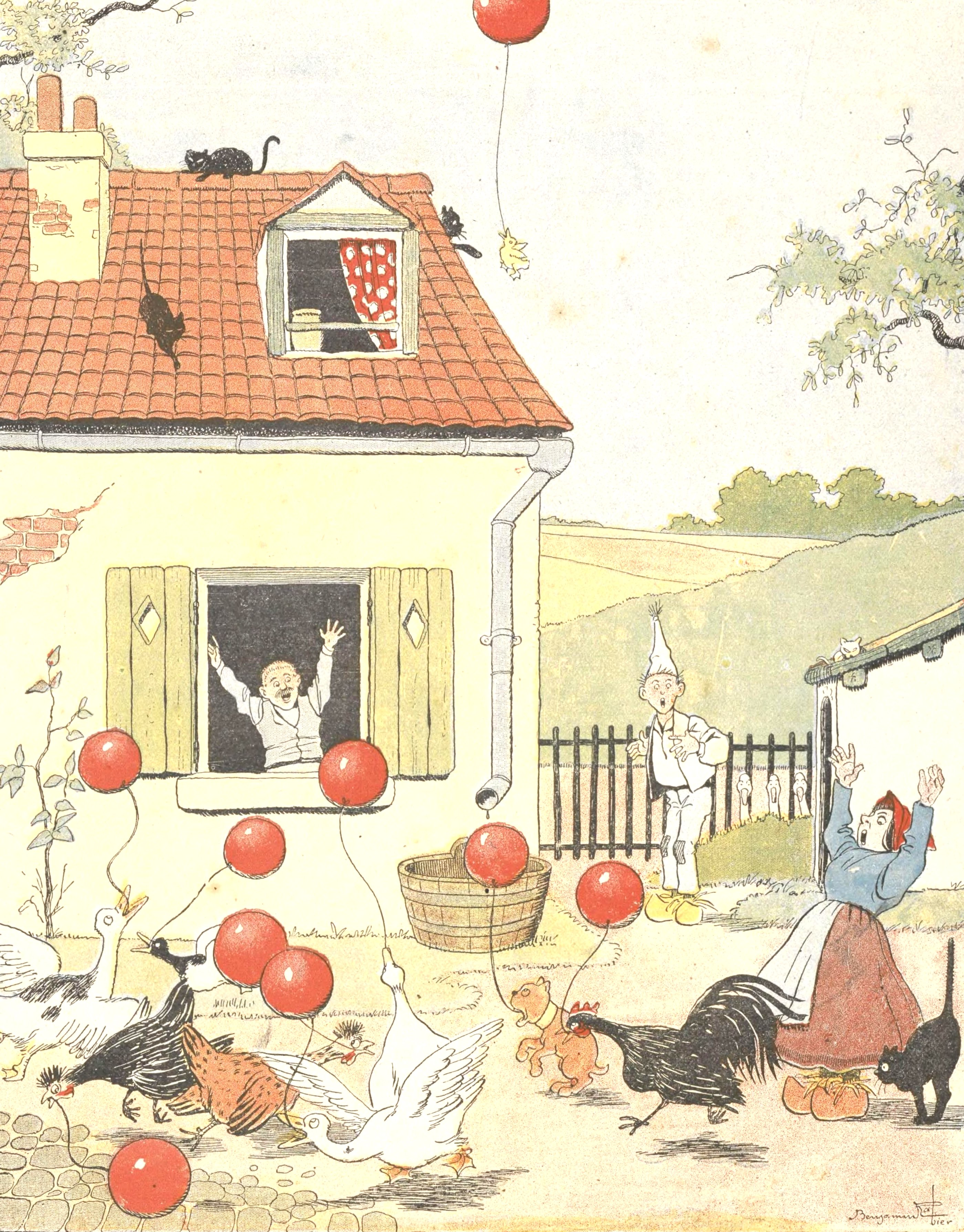
Le gag des ballons rouges, p. 34
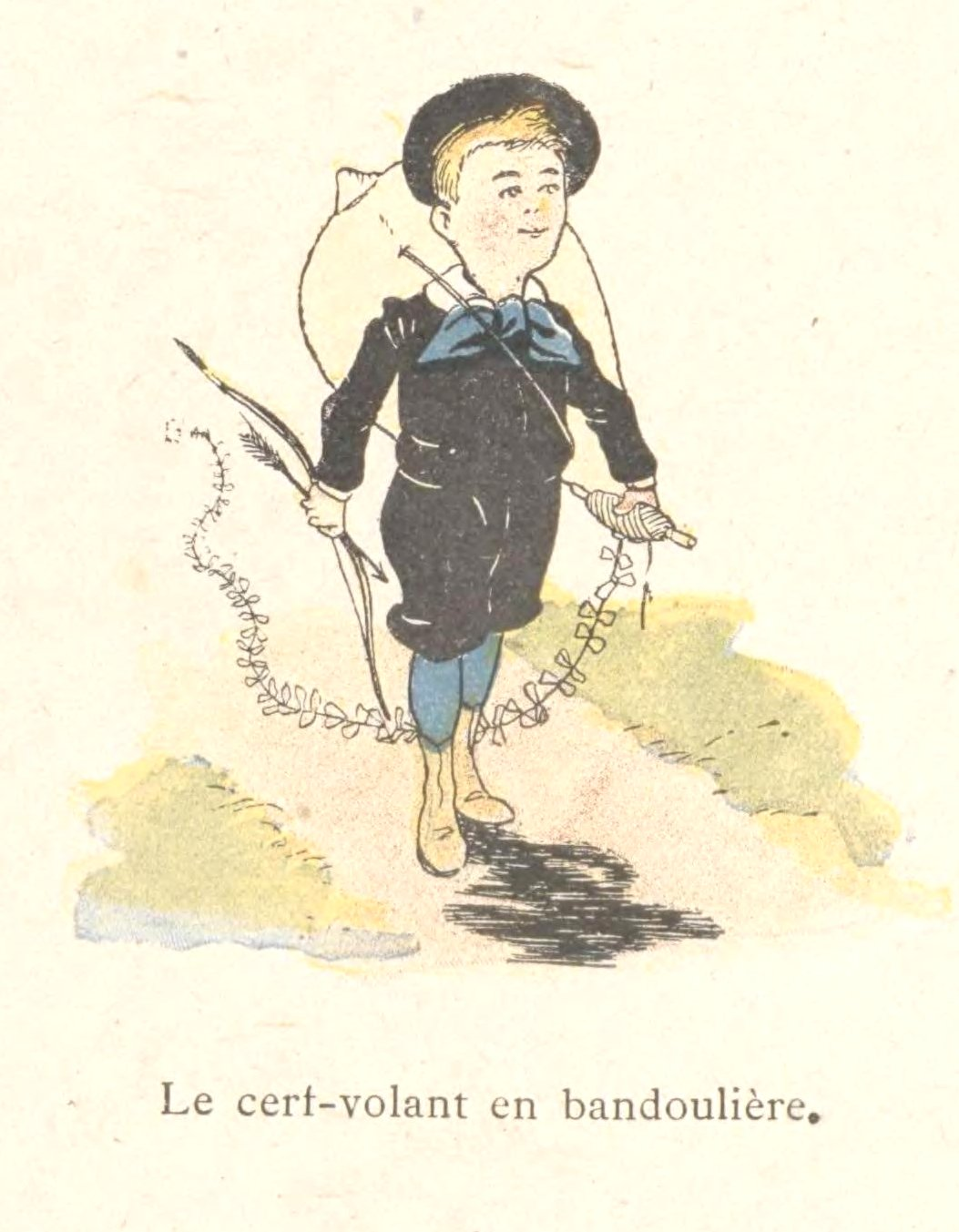
Tintin-Lutin part avec un arc et un cerf-volant, p. 42
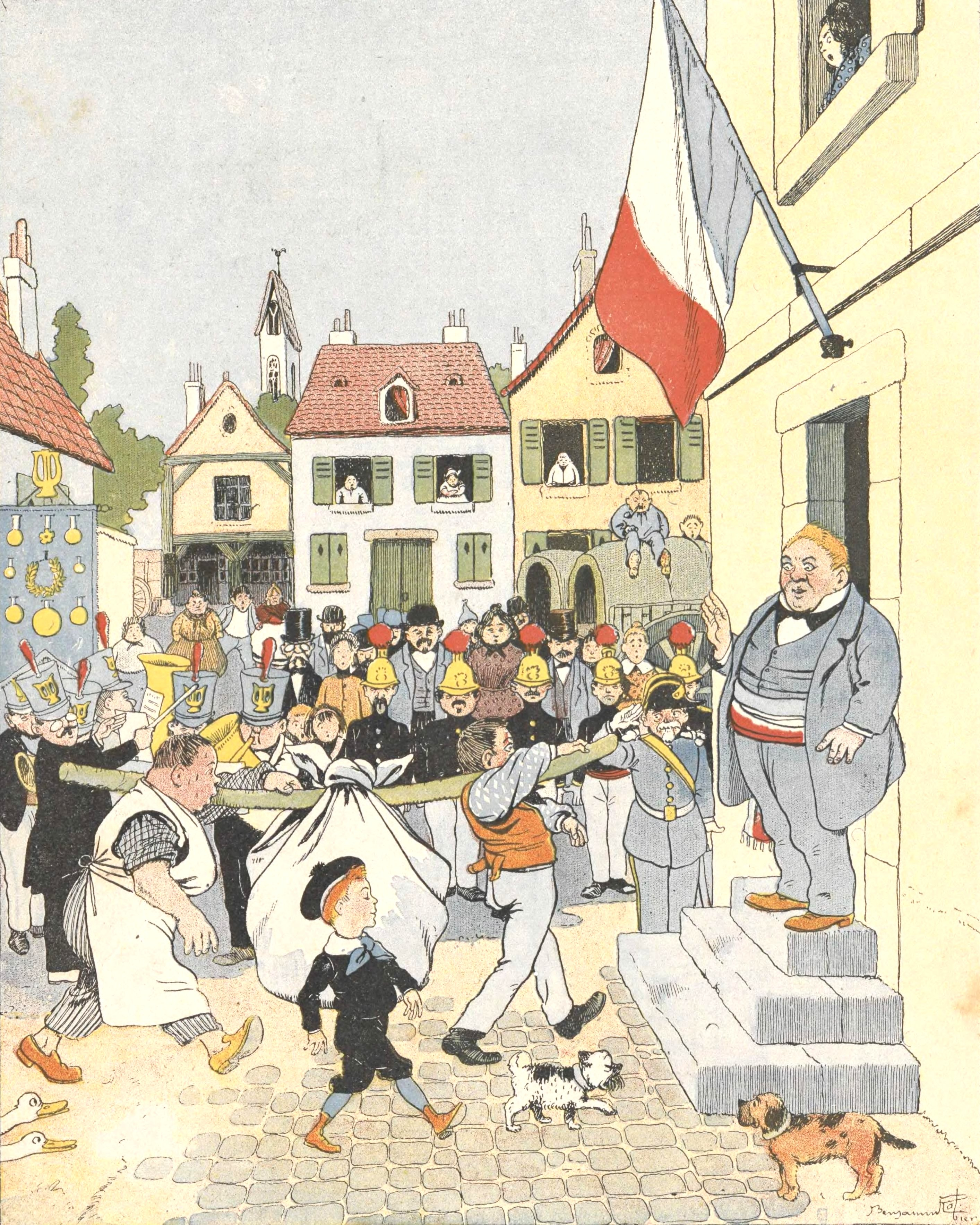
Retour triomphal de la chasse à l'ours, p. 49
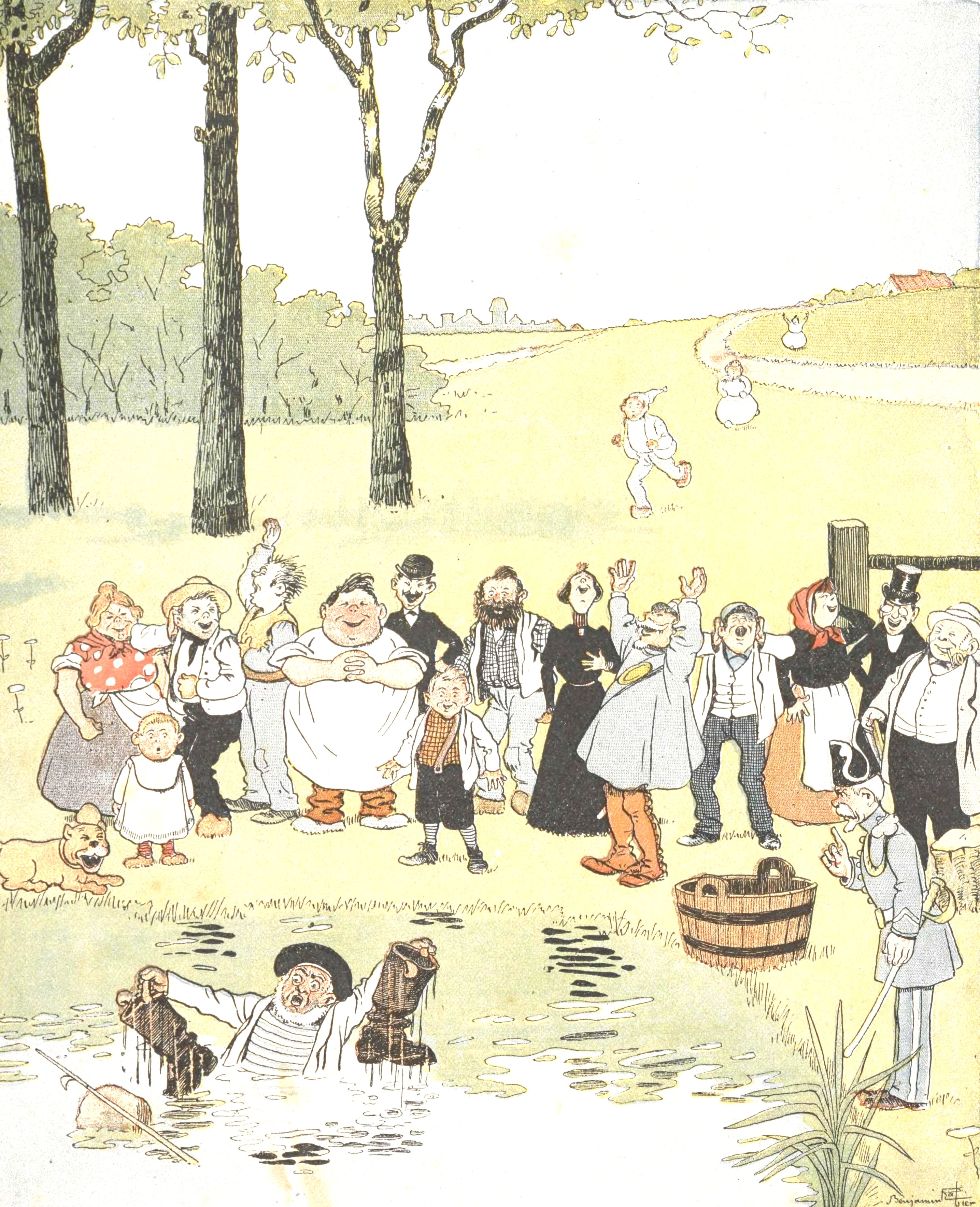
Repêchage de la paire de bottes, p. 65
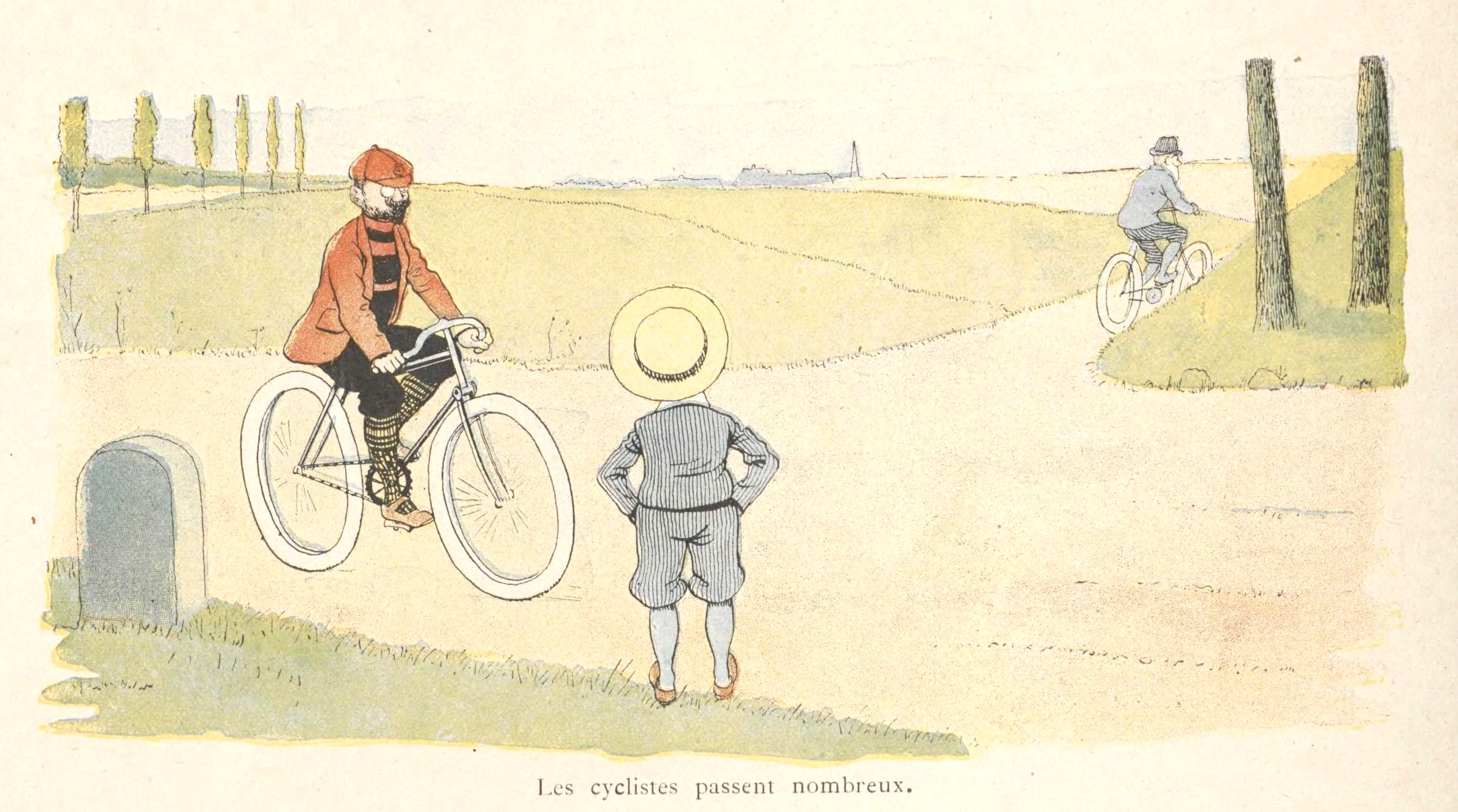
Tintin-Lutin met des clous sur le chemin des cyclistes, p. 68